# 松井百太郎
松井 百太郎（まつい ひゃくたろう / ももたろう、1864年3月11日〈元治元年2月4日〉 - 1932年〈昭和7年〉8月16日）は、日本の柔術家である。

## 経歴

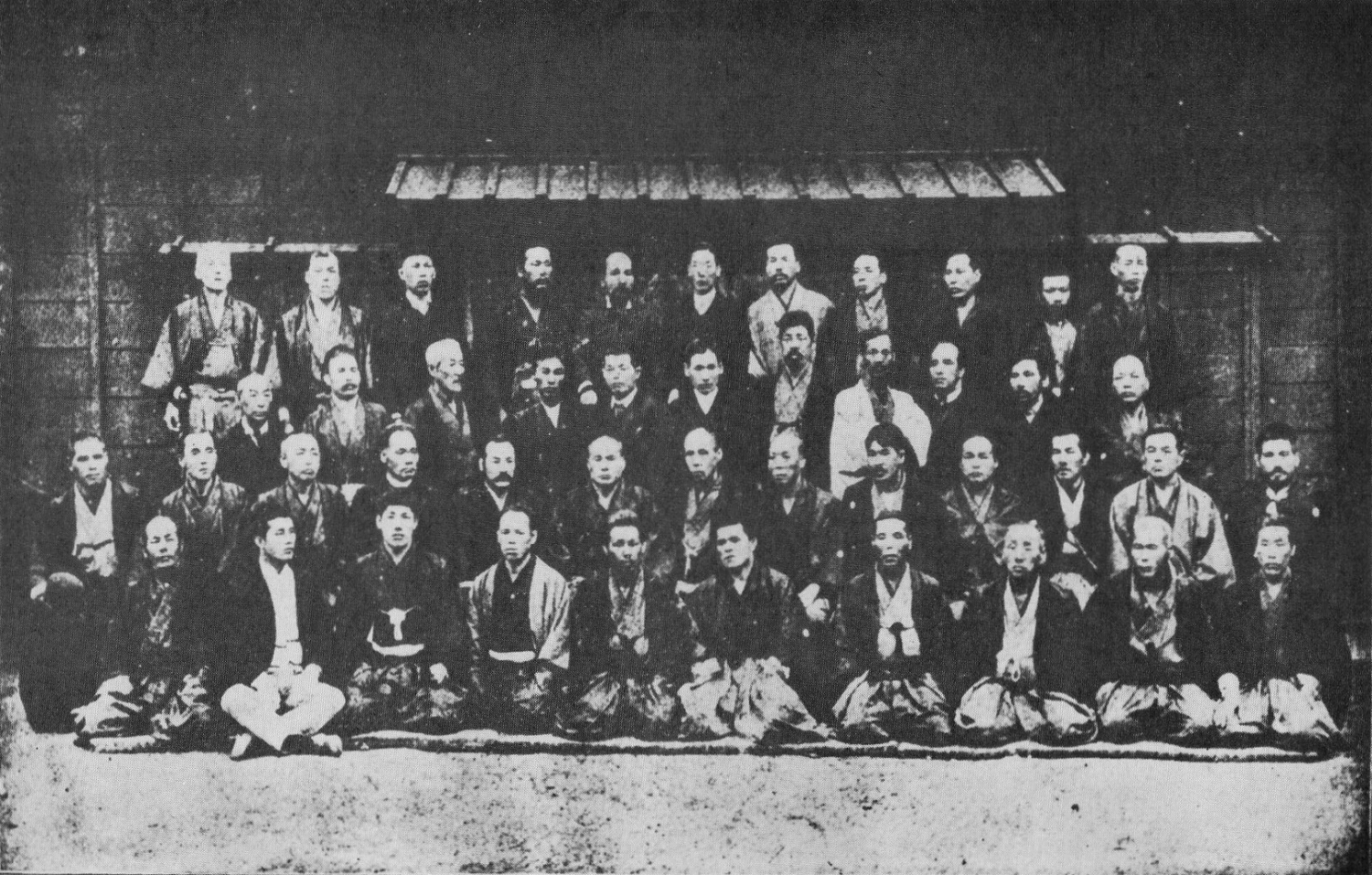
警視庁武術世話掛
三列目左から二番目が松井百太郎

1864年3月11日（元治元年2月4日）松井嘉吉の長男として福岡藩薬院町で生まれる。
松井嘉吉の弟である松井幸吉は双水執流の舌間宗綱の高弟であり福岡に道場を開いており、松井は11歳で伯父の門人として柔術を学んだ。
1877年（明治10年）福岡市の舌間宗綱の門に入り双水執流を学んだ。1880年（明治13年）に敵合秘事を授かった。
1881年（明治14年）目録、1885年（明治18年）後目録を受ける。1895年（明治28年）位詰之秘事相伝を許され、1897年（明治30年）に免許皆伝を受けた。1902年（明治35年）心源の巻を授けられた。
17歳の時に秋月、大分、久留米、佐賀、熊本方面を廻り武者修行を行った。19歳には東京幕内相撲の祇園山一行と日田、秋月、別府、北野、福岡市中洲で試合した。
21歳の時に小倉歩兵第十四聯隊の編入し上等兵となり後分隊長に進む。銃槍の成績抜群で銃槍教師を務め模範兵となった。
1888年7月（明治21年）に上京し一等俸で警視庁に入った。赤坂警察署勤務柔道師範を命じられ、職員に武術を教授した。また、赤坂警察署、赤坂憲兵屯所、八王子警察署、四谷警察署の柔道師範を務めた。
日清戦争では軍務に服し出征して各地を転戦した。
1901年（明治34年）に黒田長成侯邸内柔術道場師範として嘱託し、1903年（明治36年）には青山の正氣館教師となった。
1905年（明治38年）、赤坂福吉町一條公爵邸内に尚武館と称する道場を開設した。「尚武館」の名は黒田長成より贈られた。尚武館は200畳の大道場であり、顧問には頭山満、林田亀太郎、内田良平、中野正剛、詫間武彦、大庭重治がいた。
一旦帰国した際に、舌間より奥秘三巻に添えて歌を贈られた。
| 伝位       | 年月日             |
| ---------- | ------------------ |
| 入門       | 1877年（明治10年） |
| 敵合秘事   | 1880年（明治13年） |
| 目録       | 1881年（明治14年） |
| 後目録     | 1885年（明治18年） |
| 位詰之秘事 | 1895年（明治28年） |
| 免許皆伝   | 1897年（明治30年） |
| 心源之巻   | 1902年（明治35年） |

1909年（明治42年）大日本武徳会より柔道教士の称号を授与された。
1910年（明治43年）に警察の職を辞す。赤坂署で23年間柔道師範を務め賞を受けること約30回に及んだ。一身上の都合で辞職することになり赤坂署員一同より銀杯と表彰状を贈られた。
1913年（大正2年）4月、宮本半蔵、津田繁三郎、八木寅次郎、井上縫太郎、萩原七郎と共に大日本士道會を組織する。
1923年（大正12年）9月1日、関東大震災が起きた際、被災者の収容に尽力した。後に東京市長中村是公より感謝状が贈られている。
1927年（昭和2年）5月10日に大日本武徳会柔道範士となった。
1932年（昭和7年）8月16日午後3時半に急病により死去した。
妻の松井袖子は、幼少より柔術、剣術、槍術、薙刀などを学んでいた人物である、袖子は、一心流薙刀を山里忠徳から学び、また楊心流薙刀も修行し何れも免許皆伝であった。